# Gordon Anthony Pantin
Gordon Anthony Pantin CSSp (ur. 27 sierpnia 1929 w Port-of-Spain, zm. 12 marca 2000) – trynidadzko-tobagijski duchowny rzymskokatolicki, duchacz, misjonarz, arcybiskup Port of Spain. Pierwszy biskup na tej katedrze pochodzący z Trynidadu i Tobago.

## Życiorys

### Młodość i prezbiteriat
W 1946 wstąpił do nowicjatu Zgromadzenia Ducha Świętego pod opieką Niepokalanego Serca Maryi Panny w Kanadzie. Tam też odbył studia licencjackie na Uniwersytecie Montrealskim. W 1949 powrócił na Trynidad, gdzie odbył staż nauczycielski w St Mary’s College. W 1952 wyjechał do Dublina w Irlandii, gdzie dokończył studia teologiczne. 3 lipca 1955 otrzymał święcenia prezbiteriatu i został kapłanem swojego zgromadzenia.
Po święceniach wyjechał jako misjonarz na Gwadelupę. W 1959 powrócił do ojczyzny, gdzie uczył w Fatima College w Port-of-Spain. W 1965 ponownie objął posadę w St Mary’s College i został wybrany przełożonym zakonnym.

### Arcybiskup
29 listopada 1967 papież Paweł VI mianował go arcybiskupem Port of Spain. 19 marca 1968 w katedrze w Port-of-Spain przyjął sakrę biskupią z rąk nuncjusza apostolskiego na Haiti abpa Marii-Josepha Lemieuxa OP. Współkonsekratorami byli przełożony generalny duchaczy abp Marcel Lefebvre CSSp oraz biskup pomocniczy Port of Spain William Michael Fitzgerald OP.
Urząd arcybiskupa sprawował do śmierci. Zmarł we śnie z powodu ostrej niewydolności serca 12 marca 2000.
Obecnie trwa jego proces beatyfikacyjny.